# Blektagel
Blektagel (Bryoria subcana) är en lavart som först beskrevs av Nyl. ex Stizenb., och fick sitt nu gällande namn av Brodo & D. Hawksw. Blektagel ingår i släktet Bryoria och familjen Parmeliaceae.  Arten är reproducerande i Sverige. Inga underarter finns listade i Catalogue of Life.